# Kuhlenhagen (Elbe)
Der Kuhlenhagen ist ein See in der Kreuzhorst südöstlich von Magdeburg.
Der langgestreckte, sichelförmig gebogene See ist Teil eines alten Arms der Elbe, die nur wenige hundert Meter westlich verläuft. Die Länge des Sees beträgt etwa 700 Meter, die maximale Breite circa 50 Meter. Da sich der Kuhlenhagen auf der flusszugewandten Seite des östlich liegenden Elbdeiches befindet, wird er bei Elbhochwasser überflutet.
Südlich des Kuhlenhagen schließt sich der See Steinföhr an, der zum Stadtteil Randau-Calenberge gehört. Nördlich befinden sich die Mönchsseen und der Mönchssgraben, über die eine Entwässerung in die Elbe erfolgt.
Am nordwestlichen Seeufer befand sich bis in die zweite Hälfte des 19. Jahrhunderts das Gut Kulenhagen.